# بیسبال در بازی‌های آسیایی ۲۰۱۴
بیسبال در بازی‌های آسیایی ۲۰۱۴ در پارک مونهاک در اینچئون در کره جنوبی برگزار شد. تاریخ برگزاری این رقابت‌ها ۲۲ تا ۲۸ ستامپر ۲۰۱۴ بود.

## جدول مدال
| Rank | Team            | بازی | پ | ب |
| ---- | --------------- | ---- | - | - |
| 1    | کره جنوبی (KOR) | ۵    | ۵ | ۰ |
| 2    | چین تایپه (TPE) | ۵    | ۳ | ۲ |
| 3    | ژاپن (JPN)      | ۵    | ۴ | ۱ |
| ۴    | چین (CHN)       | ۵    | ۲ | ۳ |
| ۵    | پاکستان (PAK)   | ۳    | ۱ | ۲ |
| ۵    | تایلند (THA)    | ۳    | ۱ | ۲ |
| ۷    | هنگ کنگ (HKG)   | ۳    | ۰ | ۳ |
| ۸    | مغولستان (MGL)  | ۳    | ۰ | ۳ |